# 20898 Fountainhills
Fountainhills (asteroide 20898) é um asteroide da cintura principal com um diâmetro de 37,31 quilómetros, a 2,2635093 UA. Possui uma excentricidade de 0,4647309 e um período orbital de 3 176,21 dias (8,7 anos).
Fountainhills tem uma velocidade orbital média de 14,48397243 km/s e uma inclinação de 45,4942º.
Este asteroide foi descoberto em 30 de Novembro de 2000 por Charles Juels.